# Seseli lancifolium
Seseli lancifolium är en växtart i släktet Seseli och familjen flockblommiga växter.
Arten är en halvbuske som förekommer i norra och östra Kina. Den beskrevs först som Libanotis lancifolia av Kun Tsun Fu 1975, och fick sitt nu gällande namn av Michail Pimenov 1999.